# Hervormde kerk (Lent)
De Hervormde kerk of Gereformeerde kerk is een kerkgebouw in de Nederlandse plaats Lent, provincie Gelderland. De kerk wordt gebruikt door de protestantse gemeente De 4-plek.

## Geschiedenis
De kerk zou sinds 1255 in eigendom zijn van een abdij bij Goch. De oudste vermelding van de kerk dateert uit 1329. In 1395 wordt de kerk vermeld in de lijsten van de Utrechtse Dom. Het patronaatsrecht behoorde toe aan de hertogen van Gelre.
In 1582 kwam de reformatie naar Lent, maar tot 1616 waren de predikanten nog afkomstig uit Nijmegen. In 1585 werd de kerk in brand gestoken door Engelse troepen die kort daarvoor uit de schans Knodsenburg waren vertrokken. Het kerkje werd weer herbouwd, maar de absis werd in 1659 afgebroken. 
In 1755 is het schip mogelijk iets ingekort aan de westzijde.
In 1794-1795 haalden Engelse troepen de preekstoel, banken en wapenborden uit de kerk en staken alles in brand.
In 1886 zijn de toren en een nieuwe voorgevel toegevoegd.

## Beschrijving
De kerk is een zaalkerk met een gedeeltelijk ingebouwde toren. De kern van de zaal dateert vermoedelijk uit het einde van de 13e eeuw, maar door de latere toren en de nieuwe gevel oogt de kerk 19e-eeuws. Vanwege die later toegevoegde buitengevel heeft het dak van het schip een knik en een overstek.
Het orgel is in 1855 gebouwd door F.W. Kam uit Delfshaven.
De toren heeft drie geledingen en wordt afgesloten door een ingesnoerde naaldspits met leistenen bekleding. De kerkklok dateert uit 1683.
Zowel de toren als de voorgevel zijn wit gepleisterd.